# Sekai de Ichiban Tsuyoku Naritai!
Sekai de Ichiban Tsuyoku Naritai! (世界でいちばん強くなりたい! lit. ¡Quiero ser la más fuerte del mundo!?) es un manga japonés escrito e ilustrado por ESE y Kiyohito Natsuki. Fue adaptado a una serie de anime en octubre de 2013.

## Argumento
Sekai de Ichiban Tsuyoku Naritai! sigue la historia de Sakura Hagiwara, una ídolo pop y miembro del ficticio grupo ídolo japonés Dulce Diva quien decide impulsivamente en convertirse en una luchadora profesional con el fin de vengar a otra compañera también miembro de ese grupo idol quien recibió una paliza de una luchadora.

## Personajes

### Dulce Diva
Sakura Hagiwara (萩原 さくら Hagiwara Sakura?)
 Seiyū: Ayana Taketatsu (anime) y Aki Toyosaki (juego)
Es la personaje principal, quien es un miembro del grupo ídolo Dulce Diva y tiene 17 años de edad. Ella se convierte en la cantante principal en el inicio de la serie. Inicialmente alegre y brillante, ella siempre pone antepone a su grupo ídolo ante sus propios sentimientos pero siempre hace su mejor esfuerzo en cualquier cosa.
Elena Miyazawa (宮澤 エレナ Miyazawa Erena?)
 Seiyū: Kana Asumi
Es otra miembro del grupo ídolo Dulce Diva, ella es el rival de Sakura, quien es una chica poco femenina y de carácter fuerte con 17 años de edad. Más tarde se revela como pantera azul, quien se cree que es Juri. Aunque al principio no calificaba a favor de la lucha libre, su formación en Miyabi bajo la tutela de Juri reveló que ella en realidad tiene mucho potencial en el deporte aún sin explotar, ya que su rápido desarrollo le permitió sostener su posición ante Sakura durante su primer combate de lucha uno contra la otra. Ella busca llevar a Sakura de nuevo a la vida de ídolo derrotándola en el ring.
Aika Hayase (早瀬 愛華 Hayase Aika?)
 Seiyū: Sora Amamiya
Otra miembro del grupo ídolo Dulce Diva, siempre vista junto a Yuuho. Aunque brillante y alegre como Sakura, Aika también es un poco tímida.
Yuuho Mochizuki (望月 悠歩 Mochizuki Yuuho?)
 Seiyū: Miku Itō
Es una miembro del grupo ídolo Dulce Diva, siempre vista junto con Aika. Ella es la que le da el estado de ánimo al grupo.
Nanami Kanno (菅野 七海 Kanno Nanami?)
 Seiyū: Yuka Ōtsubo
Es la líder del grupo ídolo. Al igual que Elena y Sakura, ella tiene 17 años, pero actúa de manera más madura y es muy tranquila.
Makoto Kirishima (桐島 真琴 Kirishima Makoto?)
 Seiyū: Eri Kitamura
Ella es la gerente del grupo ídolo Dulce Diva.

### Luchadoras de Berserk
Rio Kazama (風間 璃緒 Kazama Rio?)
 Seiyū: Haruka Tomatsu (anime) y Rie Tanaka (CD drama)
Es una luchadora de clase media, que fue la que atacó a Elena.
Misaki Toyoda (豊田 美咲 Toyoda Misaki?)
 Seiyū: Kyoko Narumi
Es la luchadora profesional en el aire de Berserk, ella también era una antigua ídolo como Sakura. Ella se ve generalmente junto con Kanae.
Chinatsu Suzumoto (鈴元 千夏 Suzumoto Chinatsu?)
 Seiyū: Suzuko Mimori (anime) y Shizuka Ito (CD drama)
Es una luchadora que se enfrenta a Sakura en su debut profesional, y lleva dos años en ese deporte. Ella luchó en la ronda final como una de las representantes de Berserk en el "Rookie All-Star Game".
Kurea Komiyama (小宮山 紅亜 Komiyama Kurea?)
 Seiyū: Sumire Uesaka
Es una luchadora que conforma el grupo de diez luchadoras que someten tirando a Sakura en las "cien rondas del infierno".
Hornet (ホ―ネット Horunetto?)
 Seiyū: Sora Tokui
Es una luchara enmascarada y es la villana de la "alianza Kyoaku". Puso sus ojos en Sakura y la convirtió en su adversaria número 65.
Seiichi Inoba (猪場 清一 Inoba Seiichi?)
 Seiyū: Fumihiko Tachiki
Es el presidente de Berserk, un exluchador profesional que tiene 51 años de edad.
Moe Fukuoka (福岡 萌 Fukuoka Moe?)
 Seiyū: Hisako Kanemoto
Es una karateka prodigio y es la sobrina de Inoba. Ella se interesó en la lucha libre, debido a Sakura. Su estilo en el ring incorpora elementos de karate junto con la lucha libre, y ella utiliza poderosos golpes para escalonar a su oponente.

### Otros personajes
Kanae Fujishita (藤下 香苗 Fujishita Kanae?)
 Seiyū: Rina Satou
Es una periodista entusiasta que ama la lucha libre.
Jackal Tojou (ジャッカル東条 Tojou Jackal?)
 Seiyū: Chiaki Takahashi (actriz) (anime) y Chiaki Takahashi (juego)
Es la reconocida campeona mundial de lucha profesional y mentora de Misaki. Al igual que Misaki, ella ve el potencial de Sakura, lo que provocó a Jackal a desafiarla para un combate de lucha libre.
Juri Sanada (真田 朱里 Sanada Juri?)
 Seiyū: Kana Hanazawa
Es la dueña de Miyabi y otra de las estudiantes de Jackal. Ella se considera la rival de Misaki.
Blue Panther ({{{2}}}?)
Ella es una luchadora profesional enmascarada "asesina" quien trabaja para Miyabi. Ella tiende a ser un espectáculo afuera, es un poco bruta y es despreciada por Sakura a causa de ello. Se pensó originalmente que ella era Juri Sanada, sin embargo, resultó ser Elena; Juri estaba asumiendo el papel de "pantera azul" cada vez que Elena no estaba disponible.

## Media

### Drama CD
En mayo de 2011 un drama CD fue lanzado con el primer volumen del manga, con Aki Toyosaki interpretando a Sakura.

### Anime
Una adaptación a serie de anime producida por Arms Corporation, dirigida por Rion Kujō y con diseños de personajes de Rin Shin comenzó a emitirse el 6 de octubre de 2013 y fue la primera serie anime de 30 minutos basada en un manga de Comic Earth Star. En la actualidad se está transmitiendo en Crunchyroll. El tema de apertura es Beautiful Dreamer (ビューティフル・ドリーマー?) hecho por Kyoko Narumi y el primer tema de cierre es "Fan Fanfare!!!" hecho por Ayana Taketatsu, Kana Asumi, Yuka Ootsubo, Miku Itou, y Sora Amamiya, a partir del episodio 1-7 y 9-12, mientras que el segundo tema de cierre para el episodio 8 es Sorairo Monólogo (空 色 モ ノ ロ ー グ Sky-Blue Monólogo?) por Kyoko Narumi.